# Guillermo de Sant Martí Sarroca
Guillermo de Santmartí pertenecía al linaje de los Santmartí y fue barón de San Martín Sarroca, Subirats, Olèrdola, Eramprunyà y Castellet. Fue hijo de Guillermo II de Santmartí, casado en primera boda con Beatriz de Montcada. Como caballero de la Corona de Aragón, participó en la Conquista de Mallorca en la Hueste de Guillermo II de Bearn, estableciendo una nueva rama de su linaje en las tierras conquistadas.